# Psilanteris charma
Psilanteris charma är en stekelart som först beskrevs av Walker 1839.  Psilanteris charma ingår i släktet Psilanteris och familjen Scelionidae. Inga underarter finns listade i Catalogue of Life.